# جيم مانينغ
جيم مانينغ (بالإنجليزية: Jim Manning)‏ هو لاعب كرة قاعدة أمريكي، ولد في 31 يناير 1862 في فول ريفر في الولايات المتحدة، وتوفي في 22 أكتوبر 1929 في إدينبورغ في الولايات المتحدة.